# Quyền LGBT ở Gruzia
Quyền đồng tính nữ, đồng tính nam, song tính và chuyển giới (tiếng Gruzia: ლესბოსელების, გეების, ბისექსუალებისა და ტრანსგენდერების; tiếng Abkhazia: ???) ở Gruzia phải đối mặt với những thách thức pháp lý mà những người không phải LGBT không gặp phải. Georgia là một trong số ít các quốc gia trong không gian Xô Viết cũ (các quốc gia khác là EU - thành viên các nước Baltic và Ukraina) trực tiếp cấm phân biệt đối xử với người LGBT trong luật pháp, lao động liên quan hay nói cách khác, và coi các tội ác đã gây ra với lý do khuynh hướng tình dục của một người là một yếu tố tăng nặng trong việc truy tố. Mặc dù vậy, đồng tính luyến ái vẫn được coi là một sai lệch lớn so với các giá trị truyền thống Chính thống giáo Đông phương phổ biến ở nước này, nơi các cuộc thảo luận công khai về tình dục nói chung có xu hướng bị xa lánh. Do đó, người đồng tính thường là mục tiêu của lạm dụng và bạo lực thể xác, thường được các nhà lãnh đạo tôn giáo tích cực khuyến khích.
Chính phủ cố gắng đưa hồ sơ nhân quyền của đất nước phù hợp với yêu cầu của châu Âu Gruzia và hội nhập NATO. Cựu Thủ tướng Gruzia Bidzina Ivanishvili đã tuyên bố rằng "thiểu số tình dục là những công dân giống như chúng ta... [và rằng] xã hội sẽ dần quen với nó." Kể từ năm 2014, sự phân biệt đối xử dựa trên xu hướng tính dục và bản dạng giới đã bị đặt ra ngoài vòng pháp luật. Hơn nữa, những căng thẳng đường phố gần đây ở nước này về quyền LGBT đã tạo ra sự phủ sóng truyền thông chưa từng có và thảo luận công khai về chủ đề bị lãng quên trước đây.

## Công nhận mối quan hệ đồng giới
Gruzia không công nhận các công đoàn đồng giới, dưới hình thức hôn nhân hoặc công đoàn dân sự. Kể từ năm 2018, Hiến pháp Gruzia đã xác định hôn nhân là sự kết hợp của một người phụ nữ và một người đàn ông với mục đích thành lập một gia đình. Mặc dù, có một diễn ngôn mở để công nhận các các cặp đồng giới bằng cách giới thiệu quan hệ đối tác dân sự cho các cặp vợ chồng.

### Khủng hoảng cải cách hiến pháp 2016
Vào tháng 3 năm 2016, liên minh cầm quyền đảng Giấc mơ Gruzia đã đề xuất một sửa đổi hiến pháp, trong đó sẽ xác định hôn nhân là sự kết hợp của một người đàn ông và một người phụ nữ. Mặc dù Bộ luật Dân sự của Gruzia đã định nghĩa hôn nhân là một liên minh dị tính, do đó ngăn chặn hiệu quả hôn nhân đồng giới, Hiến pháp Gruzia trung lập về giới tính, xác định rằng "Hôn nhân sẽ được dựa trên sự bình đẳng về quyền và ý chí tự do của vợ chồng. " Từ ngữ trung lập về giới tính đó đã khiến các thành phần bảo thủ trong xã hội Gruzia lo lắng rằng Bộ luật Dân sự có thể bị thách thức và đánh sập tại các tòa án, có khả năng mở đường cho các cuộc hôn nhân đồng giới.
Đề xuất sửa đổi hiến pháp đã gây ra phản ứng dữ dội từ xã hội dân sự Gruzia và các tổ chức nhân quyền, trong đó tuyên bố luật pháp là cách chính trị hóa vấn đề nhạy cảm này và tận dụng những định kiến xã hội phổ biến trước cuộc bầu cử quốc hội năm 2016 sắp tới. Các nhà hoạt động LGBT cũng tránh xa những gợi ý rằng họ sẽ sử dụng sự mơ hồ về hiến pháp để tìm kiếm những cuộc hôn nhân đồng giới, lưu ý rằng những người đồng tính ở Georgia phải đối mặt với nhiều vấn đề tức thời và tồn tại hơn nhiều so với hôn nhân, như "lạm dụng thể xác, tâm lý và bằng lời nói và bạo lực".
Việc sửa đổi hiến pháp đã gây ra sự chia rẽ trong chính liên minh cầm quyền, với các thành viên của đảng Cộng hòa Gruzia tự do vận động chống lại sáng kiến này. Các đối thủ chỉ ra rằng bên cạnh những cân nhắc thực chất, lệnh cấm hiến pháp được đề xuất là một động thái vô ích vì rất có thể sẽ không giành được đủ số phiếu để thông qua, như trường hợp với một đề xuất tương tự vào năm 2014.
Sau một tháng tham vấn cộng đồng, đề xuất này đã được xem xét tại Quốc hội. Các cuộc họp công khai về lệnh cấm đã được lên kế hoạch từ giữa tháng 3 đến 15 tháng 4 tại các thành phố khác nhau trong cả nước. Đề xuất sau đó yêu cầu ba phiên điều trần vào hai phiên khác nhau với ít nhất một khoảng thời gian ba tháng ở giữa chúng. Để lệnh cấm thành công, tối thiểu ba phần tư Nghị viện, hoặc 113 trong số 150 nghị sĩ, phải bỏ phiếu ủng hộ.
Việc sửa đổi hiến pháp đã thông qua Nghị viện vào ngày 26 tháng 9 năm 2017, xác định rằng hôn nhân chỉ tồn tại như một "sự kết hợp giữa một người phụ nữ và một người đàn ông với mục đích tạo ra một gia đình". Nó cũng bỏ đi với các cuộc bầu cử trực tiếp cho tổng thống và chuyển sang một hệ thống đại diện theo tỷ lệ trong Nghị viện. Tổng thống Giorgi Margvelashvili đã phủ quyết sửa đổi hiến pháp vào ngày 9 tháng 10, mô tả nó như là một "hiến pháp chống nhân dân". Quốc hội đã phủ quyết quyền phủ quyết của ông vào ngày 13 tháng 10. Các sửa đổi hiến pháp đã có hiệu lực sau bầu cử tổng thống Gruzia 2018 và nhậm chức Tổng thống Salome Zurabishvili vào ngày 16 tháng 12 năm 2018.
Tổng thống Giorgi Margvelashvili trước đó đã tuyên bố rằng Gruzia sẽ không tổ chức trưng cầu dân ý về việc có nên cấm kết hôn đồng giới trong Hiến pháp của đất nước hay không, nói rằng ông không ủng hộ sửa đổi hiến pháp vì Bộ luật Dân sự đã cấm kết hôn đồng giới.

### Quan hệ đối tác dân sự
Vào tháng 4 năm 2017, một số tổ chức nhân quyền kêu gọi Chính phủ Gruzia hợp pháp hóa quan hệ đối tác dân sự đồng giới.
Vào tháng 4 năm 2018, Thanh tra Gruzia kêu gọi Chính phủ cho phép hợp tác dân sự cho các cặp đồng giới. Trích dẫn Oliari and Others v. Italy, ông nhắc nhở Chính phủ rằng không công nhận các mối quan hệ đồng tính là vi phạm Công ước châu Âu về quyền con người. Ông cũng chỉ trích việc sửa đổi hiến pháp cấm kết hôn đồng giới, cho rằng điều đó sẽ "làm tăng sự thù hận".

## Chống phân biệt đối xử
Từ năm 2006, Điều 2 (3) của Bộ luật Lao động đã cấm phân biệt đối xử trên cơ sở khuynh hướng tình dục trong quan hệ lao động.
Theo Bộ luật hình sự Gruzia sửa đổi (từ năm 2012), phạm tội chống lại các cá nhân dựa trên xu hướng tính dục, trong số những điều khác, là một yếu tố tăng nặng nên dẫn đến các bản án cứng rắn hơn trong quá trình truy tố.
Vào ngày 2 tháng 5 năm 2014, Nghị viện đã phê chuẩn luật chống phân biệt đối xử, cấm mọi hình thức phân biệt đối xử dựa trên xu hướng tính dục và bản dạng giới. Nó có hiệu lực khi xuất bản, vào ngày 7 tháng 5 năm 2014.

### Luật tội phạm kì thị
Mặc dù sửa đổi lập pháp theo điều 53 của Bộ luật hình sự Georgia, đảm bảo rằng sự thiên vị được thúc đẩy bởi khuynh hướng tình dục hoặc nhận dạng giới tính của nạn nhân có thể được xem xét như một tình tiết tăng nặng khi xác định các biện pháp trừng phạt, vẫn chưa có số liệu thống kê chính thức về tội phạm được thực hiện trên xu hướng tình dục hoặc căn cứ giới tính trong nước. Theo các trường hợp đã đăng ký và tiến hành nghiên cứu, đã trở nên rõ ràng rằng luật cấm tội phạm thù hận là không hiệu quả.
Một nghiên cứu về sự phân biệt đối xử giữa những người LGBT ở Gruzia có tên "Từ định kiến đến bình đẳng: nghiên cứu về thái độ xã hội, kiến thức và thông tin về cộng đồng LGBT và các quyền của họ" được thực hiện vào năm 2012 bởi Nhóm hỗ trợ sáng kiến phụ nữ (WISG) đã tiết lộ như sau: 32% số người được khảo sát đã có ít nhất một lần trải qua bạo lực thể xác và 89,93% đã từng trải qua bạo lực tâm lý. Trung bình, trong số 134 người được hỏi, từng trải qua bạo lực tâm lý, 73,13% đã trở thành nạn nhân từ ba lần trở lên, 13,43% đã trải qua hai lần, trong khi 13,43% một lần. Tất cả sáu người được hỏi từ độ tuổi 16-18 đã thừa nhận rằng ở trường, họ thường trở thành nạn nhân của bắt nạt. Trong số 48 người được hỏi, những người từng là nạn nhân của bạo lực thể xác, 73% chưa bao giờ báo cáo với cảnh sát. Trong số các lý do không báo cáo với cảnh sát, những điều sau đây đã được đề cập: Không hiệu quả của cảnh sát: 21,62%; Sợ điều trị đồng hóa: 29,73%; Thất bại của cảnh sát để xử lý vấn đề một cách nghiêm trọng: 21,62%. Trong số những người đã báo cáo với cảnh sát, 46,15% không hài lòng với quyết định này, vì họ đã trải qua phản ứng đồng tính từ cảnh sát, 30% thừa nhận rằng cảnh sát đã hành động một cách thân thiện, trong khi 23,08% cho rằng họ được đối xử trung lập.

## LGBT tự do ngôn luấn
Một sự kiện vào năm 2006 được cho là nhằm thúc đẩy sự khoan dung và đối thoại văn hóa đã bị hủy bỏ sau khi có tin đồn rằng đó là cuộc diễu hành đồng tính. Người đứng đầu Nhà thờ Chính thống Gruzia, Thượng phụ Ilya, tuyên bố rằng bất kỳ cuộc biểu tình nào có người LGBT đều "xúc phạm".
Vào ngày 17 tháng 5 năm 2012, tổ chức LGBT của Gruzia Identoba đã tổ chức một cuộc tuần hành hòa bình để tuân thủ Ngày Quốc tế chống lại Homophobia. Đây là cuộc tuần hành công khai đầu tiên ủng hộ sự bình đẳng của LGBT ở Gruzia. Tuy nhiên, cuộc tuần hành đã bị ngừng ngay sau khi nó bắt đầu, tuy nhiên, vì những người tuần hành đã bị tấn công bởi những người phản đối tôn giáo, bao gồm cả đại diện của Giáo hội Chính thống Gruzia và các nhóm Cơ đốc giáo cực đoan. Cảnh sát đã can thiệp để bảo vệ những người tham gia tuần hành chỉ sau khi cuộc chiến đã nổ ra và bắt giữ một số nạn nhân thay vì thủ phạm.
Tổ chức Ân xá Quốc tế chỉ trích Chính phủ Gruzia vì đã không bảo vệ hiệu quả cuộc tuần hành. Vào ngày 14 tháng 1 năm 2013, tổ chức LGBT Identoba và những người tham gia tuần hành đã nộp đơn chống lại Georgia với Tòa án Nhân quyền châu Âu. Ứng dụng tuyên bố rằng Georgia đã không bảo vệ hiệu quả những người tham gia tuần hành LGBT và không điều tra hoặc trừng phạt thích đáng các thủ phạm.
Việc tuân thủ Ngày Quốc tế chống kì thị năm 2013 cũng gặp phải sự gây hấn. Các nhà hoạt động LGBT đã lên kế hoạch cho một cuộc biểu tình để đánh dấu dịp này; Tuy nhiên, nó không bao giờ diễn ra. Hàng ngàn người biểu tình chống LGBT, dẫn đầu bởi các linh mục Chính thống Gruzia, đã tổ chức một cuộc phản kháng. Những người biểu tình mang hình ảnh của Chúa Giêsu và ký tên "Ngừng quảng bá tuyên truyền đồng tính luyến ái ở Gruzia" và "Chúng ta không cần Sodom và Gomorrah." Một số phụ nữ vẫy những bó cây tầm ma để "đánh người đồng tính", trong đó có một phụ nữ gán cho cuộc biểu tình là "cuộc diễu hành đồng tính" do "người bệnh... chống lại truyền thống và... đạo đức" của chúng tôi và tuyên bố sẵn sàng chiến đấu. Mặc dù có sự hiện diện của cảnh sát nặng nề, những người biểu tình đã xông vào hàng rào bảo vệ cuộc biểu tình ủng hộ LGBT. Ít nhất 28 người bị thương nhẹ, với nhiều người bị mắc kẹt trong xe buýt và các cửa hàng và nhà gần đó đã bị người biểu tình tấn công. Theo một đoạn video từ hiện trường, cảnh sát đã cứu được một thanh niên khỏi sự lỏng lẻo rõ ràng của vài chục người. Tuy nhiên, theo Hiệp hội Luật sư trẻ Georgia, nhà nước "không đảm bảo tiến hành sự kiện theo lịch trình... và do đó [quyền] của những người tham gia cuộc biểu tình để lắp ráp và biểu hiện đã bị vi phạm nghiêm trọng." Các nhà quan sát chỉ ra rằng cảnh sát cho phép các giáo sĩ Chính thống và những người biểu tình khác đi vào khu vực rào chắn và, trong các cuộc giao tiếp riêng tư, hoài nghi và làm nhục người tham gia cuộc biểu tình. Thủ tướng Bidzina Ivanishvili, cùng với các quan chức hàng đầu khác, đã lên án bạo lực. Ông nói: "Quyền tập hợp hòa bình và tự do bày tỏ ý kiến của một người là nền tảng cho nền dân chủ của chúng tôi. Mọi công dân Gruzia đều được hưởng lợi đầy đủ và bình đẳng từ quyền này. Hành vi bạo lực, phân biệt đối xử và hạn chế quyền của người khác sẽ không được dung thứ, và bất kỳ thủ phạm của các hành vi đó sẽ bị xử lý theo pháp luật. "
Bên cạnh Identoba, Phong trào bình đẳng (თანასწორობის მოძრაობა) là một nhóm vận động LGBT khác của Gruzia đang phấn đấu vì quyền con người bình đẳng cho người LGBT.
Vào tháng 2 năm 2019, nó đã được thông báo rằng Tuần lễ Tự hào LGBT đầu tiên và Niềm tự hào của Tbilisi sẽ diễn ra từ ngày 18 đến 23 tháng 6 tại Tbilisi. Sự kiện này sẽ bao gồm một "Tháng ba của nhân phẩm", sẽ được tổ chức vào ngày 23 tháng 6, và theo các nhà tổ chức "nó sẽ không có hình thức của một ngày lễ cũng như lễ hội vì chúng tôi không có tâm trạng cho một lễ kỷ niệm bây giờ". Các nhóm cực hữu, như tổ chức Tháng Ba Gruzia, đã phản ứng bằng cách đe dọa tấn công dữ dội những người tham gia. Sandro Bregadze, một trong những nhà lãnh đạo của tổ chức, cho biết "họ sẽ phải diễu hành qua xác chết của chúng tôi nếu họ quyết định tổ chức lễ kỷ niệm đồi trụy này".

## Bảng tóm tắt
| Hoạt động tình dục đồng giới hợp pháp                                                                                       | (Từ năm 2000)                                         |
| Độ tuổi đồng ý | (Từ năm 2000)                                         |
| Luật chống phân biệt đối xử trong việc làm                                                                                  | (Từ năm 2006)                                         |
| Luật chống phân biệt đối xử trong việc cung cấp hàng hóa và dịch vụ                                                         | (Từ năm 2014)                                         |
| Luật chống phân biệt đối xử trong tất cả các lĩnh vực khác (bao gồm phân biệt đối xử gián tiếp, ngôn từ kích động thù địch) | (Từ năm 2014)                                         |
| Phân biệt đối xử dựa trên bản dạng giới bị cấm                                                                              | (Từ năm 2014)                                         |
| Luật tội phạm thù hận bao gồm khuynh hướng tình dục và bản sắc giới                                                         | (Từ năm 2012)                                         |
| Hôn nhân đồng giới | (Hiến pháp cấm từ năm 2018)                           |
| Công nhận các cặp đồng giới                                                                                                 | (Đề xuất)                                             |
| Con nuôi của các cặp vợ chồng đồng giới                                                                                     | No                                                    |
| Con nuôi chung của các cặp đồng giới                                                                                        | No                                                    |
| Người LGBT được phép phục vụ công khai trong quân đội                                                                       | No                                                    |
| Quyền thay đổi giới tính hợp pháp                                                                                           | (Từ năm 2008, nhưng cần phải phẫu thuật và triệt sản) |
| Truy cập IVF cho đồng tính nữ                                                                                               | No                                                    |
| Mang thai hộ cho các cặp đồng tính nam                                                                                      | No                                                    |
| NQHN được phép hiến máu | (Từ năm 2017)                                         |